# Kerkhof van Borre
Het Kerkhof van Borre is een gemeentelijke begraafplaats in de gemeente Borre in het Franse Noorderdepartement. Het kerkhof ligt in het dorpscentrum rond de Sint-Jan-de-Doperkerk.

## Britse oorlogsgraven
Op het kerkhof liggen 10 geïdentificeerde Britse oorlogsgraven uit de Eerste Wereldoorlog. Daarbij zijn er 4 Britten en 6 Australiërs en allen kwamen om in april 1918 tijdens het Duitse lenteoffensief. De graven worden onderhouden door de Commonwealth War Graves Commission en zijn daar geregistreerd als Borre Churchyard. 
Aan de rand van het dorp ligt nog een afzonderlijke militaire begraafplaats met de naam Borre British Cemetery.

### Onderscheiden militair
- Hugh Stewart, luitenant-kolonel bij het Royal Army Medical Corps werd onderscheiden met de Distinguished Service Order en het Military Cross (DSO, MC).